# Saigon (film 1948)
Saigon è un film del 1948 diretto da Leslie Fenton.

## Attori
- Alan Ladd: Maggiore Larry Briggs
- Veronica Lake: Susan Cleaver
- Douglas Dick: Capitano Mike Perry
- Wally Cassell: Sergente Pete Rocco
- Luther Adler: Tenente Keon
- Morris Carnovsky: Alex Maris
- Luis Van Rooten: Simon
- Mikhail Rasumny: Fattorino dell'Hotel
- Eugene Borden: Capitano del battello
- Griff Barnett: Chirurgo

## Trama
La seconda guerra mondiale è terminata e il maggiore Larry Briggs scopre che il suo amico, capitano Mike Perry, ha solo più due mesi di vita a causa di una ferita alla testa. Larry e il sergente Pete Rocco sono determinati ad offrire a Mike un periodo di bella vita prima che muoia. 
Per $10 000, Larry ottiene un lavoro di pilota di aereo per Alex Maris, un profittatore. Tutto va bene finché la segretaria di Maris, Susan Cleaver, compare a bordo del velivolo. Mike s'innamora di Susan e Larry la convince a stare al gioco ma lei si è innamorata di Larry.
Il primo volo viene interrotto per l'arrivo di Maris in ritardo di mezz'ora con la polizia alle calcagna. Larry decolla ma è costretto a un atterraggio di emergenza a causa di guasti a entrambi i motori. Dopo aver preso posto in un piccolo hotel, gli Americani trovano il tenente di polizia Keon, che li sta seguendo credendoli contrabbandieri.
Quando Larry vede Mike innamorarsi di Susan, vuole che il romanzo finisca e nonostante che lei porti $500 000 per Maris, Larry le dice di andarsene immediatamente. Mentre Mike è innamorato di Susan, Larry la ricatta: o sta con lui o lui la denuncerà a Keon. Navigando verso Saigon, Larry inganna Keon ponendo il denaro in un pacco che egli spedisce a sé stesso e getta tutti i sospetti su Susan.
Giungendo a Saigon, Larry capisce di essersi innamorato di Susan anche se Mike si è proposto a lei. Presso l'hotel di Susan, un incollerito Maris e il suo servo Simon tengono Larry in ostaggio, pretendendo il denaro che è stato spedito. Irrompendo, Pete capisce quel che sta succedendo e lotta con Simon, ma entrambi cadono dal balcone e muoiono. Susan ha fatto segretamente in modo di riprendere il denaro dall'Ufficio postale, restituendolo a Maris. 
Mike e Larry lo affrontano ma in uno scambio di colpi di pistola Mike e Maris rimangono uccisi. 
Dopo il funerale di Mike, Larry e Susan se ne vanno per ricominciare insieme una nuova vita.